# Bluff - Storia di truffe e di imbroglioni
Bluff - Storia di truffe e di imbroglioni è un film del 1976, diretto da Sergio Corbucci.

## Trama
Francia, anni venti. Volendosi vendicare del suo ex amante Philip Bang, che l'aveva derubata prima di essere incarcerato, la losca biscazziera Belle Duke ne organizza la fuga. Così Bang, con un astuto espediente, riesce a farsi imbarcare nel treno che porta ai campi di lavoro forzato della Caienna e durante il tragitto tenta di fuggire dal tetto. Al suo posto, però, evade l'italiano Felice Brianza detto Felix, che riesce a scappare dal tetto proprio tramite le catene avvolte attorno alle braccia di Bang. Saltato dal treno, inoltre, Felix viene scambiato per Philip Bang dagli uomini di Belle Duke che gli forniscono vestiti puliti e lo portano nello yacht-bisca della donna per l'incontro. Scoperto l'inganno, Belle Duke costringe Felix, pena la vita, a tornare in carcere e recuperare Bang. Felix, accettato l'incarico, si sostituisce al cappellano del carcere e riesce a far evadere Bang, il quale, venuto a sapere del piano di vendetta della Duke, decide di coinvolgere Felix nell'organizzazione di un grande bluff ai danni della ricca antagonista.
Felix e Bang cominciano ad organizzare piccole truffe e dopo aver raccolto i denari ai danni di un negozio di alta moda, un gioielliere ed una coppia fortunata in una sala da gioco, ottengono finalmente il capitale per mettere a segno il grande bluff con cui sognano di diventare milionari. Attraverso nuovi bluff e trucchi di ogni genere, nonché aiutati dalla bellissima Charlotte (la figlia di Philip Bang), i due riescono a far credere a Belle Duke di aver acquistato un terreno dove, nel sottosuolo, sorge un'antichissima necropoli nibelunga stracolma di preziosissimi tesori e reperti di inestimabile valore. Bang riesce, quindi, a invogliare Duke ad acquistare il terreno in cambio di 100 milioni di franchi. Mentre i due sono intenti a concludere l'affare, Charlotte recupera alcuni preziosissimi diamanti nascosti sulla nave e rivela a Felix che era questo il vero ed unico obiettivo del bluff. Felix, però, non ha intenzione di abbandonare il bluff milionario ed inscena il rapimento della ragazza, convincendo Duke e l'ignaro Bang a farsi consegnare i soldi.
Ricevuto il denaro, Felix si dà alla fuga con un motoscafo ma, inseguito dagli uomini di Duke, finisce in un deposito causando un'enorme esplosione e inscenando la propria morte. In realtà sta bene; recupera il compare, che era all'oscuro del piano, e si riunisce con Charlotte. Felix, Bang e Charlotte fuggono con i soldi a bordo di un aeroplano sotto gli occhi dell'infuriata Belle Duke. Nel finale, mentre Felix, Bang e Charlotte esultano per la riuscita della truffa, il sacco pieno di denaro, vola via dall'aereo; in realtà, Felix ha legato ad un cordino, banconota per banconota, tutto il bottino, potendo così, fuggire in tutta sicurezza.

## Riprese
Le scene dello statuario sono state girate all'interno del museo delle Terme di Diocleziano a Roma. Oggi parte integrante del Museo Nazionale Romano.

## Riconoscimenti
1976 - David di Donatello per il miglior attore protagonista per Adriano Celentano.